# Bezzia spathula
Bezzia spathula är en tvåvingeart som beskrevs av Wirth och Eileen D. Grogan 1983. Bezzia spathula ingår i släktet Bezzia och familjen svidknott.
Artens utbredningsområde är Maryland. Inga underarter finns listade i Catalogue of Life.